# Década de 360
Séculos: Século III - Século IV - Século V
Décadas: 330 340 350 - 360 - 370 380 390
Anos: 360 - 361 - 362 - 363 - 364 - 365 - 366 - 367 - 368 - 369